# Norberto Peluffo
Norberto José Peluffo Ortíz (Santander, 26 giugno 1958) è un ex calciatore colombiano, di ruolo centrocampista.

## Carriera

### Club
Ha giocato nella massima serie del campionato colombiano con Nacional Medellín e Los Millonarios.

### Nazionale
Ha preso parte alla Copa América 1983.